# Balthasar Resinarius
Balthasar Resinarius, eigentlich Balthasar Harzer (* um 1483 in Tetschen, Böhmen; † 12. April 1544 in Böhmisch-Leipa) war ein deutscher Komponist, protestantischer Geistlicher und lutherischer Bischof der Renaissance und einer der ersten Lutheraner in Böhmen.

## Leben und Wirken
Es gilt heute als erwiesen, dass Resinarius, der bei dem Musikverleger Georg Rhau verzeichnet ist, mit dem ebenfalls bei Rhau aufgeführten Komponisten Balthasar Harzer identisch ist. Balthasar Resinarius erhielt seine musikalische Ausbildung als Sängerknabe in der Hofkapelle von König Maximilian I. und war außerdem Gesangsschüler von Heinrich Isaac. Im Jahr 1515 war er als Baldassar Harczer an der Universität Leipzig zum Studium eingeschrieben. Ab 1523 wirkte er auf Initiative Johanns von Saalhausen (Hanuš ze Salhasenu) als katholischer Priester in seinem Heimatort. Dort geriet er in einen heftigen Streit mit einem zugewanderten lutherischen Prediger, in dessen Verlauf er sich hilfesuchend an den böhmischen König wandte; die Gegenpartei suchte Hilfe bei Martin Luther selbst. Es ist nicht bekannt, ob diese frühe und intensive Auseinandersetzung mit der neuen Lehre zum Wechsel seiner Konfession geführt hat. Auf jeden Fall wirkte er ab 1534 mit seinem latinisierten Namen Resinarius als protestantischer Pfarrer und Bischof bis zu seinem Lebensende in Böhmisch-Leipa.
Nach Resinarius’ Ableben hat der in Leipa Lebende Humanist Georg Hansch zur Erinnerung an ihn mehrere Gedenkschriften („Epitaphe“) herausgegeben; diese stellen ihn als gütige und freundliche, auch hilfsbereite und mit einer schönen Stimme begabte Person dar. Insbesondere preist Hansch immer wieder seine auffallende, herausragende Rednergabe sowie seine theologische Gelehrsamkeit und Überzeugungskraft – damit habe er für die evangelische Lehre viele Anhänger gewonnen.

## Bedeutung
Als Komponist gilt Balthasar Resinarius als einer der wichtigsten Vertreter der ersten protestantischen Generation von Tonschöpfern. Seine Werke sind nur durch die Veröffentlichungen von Georg Rhau bekannt. Dieser regte ihn direkt zu diesen Werken an; auch stellte er ihn, im Vorwort zu seinen Responsorien, als betagten und bisher unbekannten Meister vor. Der Autor Johannes Holtheuser rechnete in seiner Veröffentlichung „Encomion Musicae“ (1551) den Komponisten zu den berühmtesten Meistern seiner Zeit. Besonders beachtenswert aus der Veröffentlichungs-Reihe von Georg Rhau ist der Individualdruck von 1543 mit Kompositionen von Resinarius; es ist dies neben einer Veröffentlichung der Werke von Sixt Dietrich die einzige Publikation Rhaus mit Werken von nur einem Komponisten (Individualdruck). Diese Stücke des Meisters fanden auf Grund der Publikation von Georg Rhau in einschlägigen Handschriften des 16. Jahrhunderts eine weite Verbreitung.
Die Werke von Resinarius entsprechen inhaltlich und kompositorisch in hervorragender Weise den Bemühungen, Musik für die Gottesdienste der jungen lutherischen Kirche bereitzustellen. Dabei sind die stilistischen Mittel des Komponisten eher konservativ: Eine klare und knappe, am Cantus firmus orientierte Textdeklamation, eine rhythmische und melodische Ausgeglichenheit, ein öfters anzutreffender Parallelgang der Stimmen untereinander und die Abwesenheit jeder kontrapunktischen Künstelei; diese führen zu einem immer klar verständlichen Textvortrag mit zuweilen bekenntnishafter Eindringlichkeit. Typisch für seine Schreibweise sind darüber hinaus zahlreiche Archaismen (Landinoklauseln, Kadenzen mit doppeltem Leitton, auch Leerklängen etc.). Die Johannespassion von Balthasar Resinarius gehört zu den wenigen durchkomponierten Passionen aus der ersten Hälfte des 16. Jahrhunderts, die streng auf dem liturgischen Passionston beruhen. Sie verrät außerdem textlich wie musikalisch, ebenso wie die Markuspassion von Johannes Galliculus, das Vorbild der motettisch durchkomponierten Passionen von Jacob Obrecht und Antoine de Longueval (um 1498 – 1525). Vergleicht man sie etwa mit den Passionen von Longueval, bemerkt man die zahlreichen Binnenkadenzen, die teilweise der Struktur des Textes übergeordnet sind.

## Werke
Die Werke von Balthasar Resinarius sind ausschließlich Vokalmusik und beruhen mit nur 1 Ausnahme auf Veröffentlichungen von Georg Rhau in Wittenberg.
- 4 Hymnen zu vier Stimmen: „Caeduntur gladiis“, „Deus tuorum militum“, „Jesus corona virginum“ und „Urbs beata Jerusalem“, 1542, unter dem Namen Balthasar Hartzer
- Sammlung Responsoriorum numero octoginta de tempore et festis iuxta seriem totius anni, Libri duo. Primus de Christo, & regno eius, Doctrina, Vita, Passione, Resurrectione & Ascensione. Alter, de Sanctis, & illorum in Christum fide & Cruce zu vier Stimmen, 1543, 2. Auflage 1544, mit 80 Responsorien und der Johannes-Passion
- 30 Choräle zu je vier Stimmen, 1544, darunter „Ach Gott, vom Himmel sieh darein“, „Gelobet seist du, Jesu Christ“ und „Nun komm, der Heiden Heiland“
- Introitus „Deus misericordiam“ zu vier Stimmen, 1545
- 3 Motetten zu je vier Stimmen: „Factum est autem“, „In principio erat verbum“ und „Liber generationis“, 1545
- 3 Versus zu je zwei Stimmen: „Eya inquit Paulus“, „Tradiderunt“ und „Vigilia te ergo“, 1545 (nicht bei Georg Rhau erschienen)
- Hymnus „Beatus author saeculi“ zu vier Stimmen
- 4 weitere Hymnen zu vier Stimmen.